# دالو ایرلاینز
دالو ایرلاینز (به انگلیسی: Daallo Airlines) یک شرکت هواپیمایی با کد یاتا D3 است که در تاریخ ۱۹۹۱ میلادی تأسیس شده است. دفتر مرکزی دالو ایرلاینز در دوبی، امارات متحده عربی واقع شده‌است و قطب این شرکت هواپیمایی در فرودگاه بین‌المللی جیبوتی-امبوولی قرار دارد و به ۶ مقصد، پرواز مستقیم انجام می‌دهد.